# Solanales
Solanales Dumort., 1829 è un ordine di piante angiosperme eudicotiledoni.

## Tassonomia
Secondo la classificazione APG IV all'ordine delle Solanales, inserito nel clade Lamiidi (o Euasteridi I), appartengono le seguenti famiglie:
- Convolvulaceae Juss.
- Solanaceae Juss.
- Montiniaceae Nakai
- Sphenocleaceae T.Baskerv.
- Hydroleaceae R.Br.

Nel più antico, ma ancora in uso soprattutto in ambito didattico, Sistema Cronquist l'ordine delle Solanales comprendeva le seguenti famiglie:
- Duckeodendraceae (ora inclusa nelle Solanaceae)
- Nolanaceae (ora inclusa nelle Solanaceae)
- Solanaceae
- Convolvulaceae
- Cuscutaceae (ora inclusa nelle Convolvulaceae)
- Retziaceae (ora inclusa nelle Stilbaceae, ordine Lamiales)
- Menyanthaceae (spostata nell'ordine delle Asterales)
- Polemoniaceae (spostata nell'ordine delle Ericales)
- Hydrophyllaceae (ora inclusa nelle Boraginaceae)